# Megacranaus areolatus
Megacranaus areolatus is een hooiwagen uit de familie Cranaidae.